# 福州晚报
《福州晚报》（英文：Fuzhou Evening News）为福建省福州市的主要宣传报纸之一，也是福州最有宣传力、历史最悠久的报社之一，创刊号发行于1982年元旦，原为在晚间发行，后因为多种原因于2001年11月2日改为与早间发行。目前，每一期福州晚报都拥有24个版面，并且拥有电子版提供在线阅读。目前福州晚报每日发行30万份。